# SHUFFLE (アルバム)
『SHUFFLE』（シャッフル）は、Riot of colorの通算3作目のアルバムである。2016年8月14日に発売された。
品番：ROC-0003

## 概要
前作『COLORFUL』から、約1年振りのリリース。
2021年現在、Riot of colorとしての活動がなく、このアルバムが事実上最後のアルバムとなっている。
1stアルバム『Riot of color』、2ndアルバム『COLORFUL』に収録されたソロ楽曲を、それぞれがシャッフルカバー。
更に、メンバーが2人ずつに分かれ作詞作曲を共同で行ったコラボ曲「再終回」「Unfair」「ENDING TELLER」の3曲を収録している。

## 収録曲
1. 破獄伝エクゾダス / kradness [3:48]
  - 1stアルバム収録 S!N歌唱曲のカバー
2. 風来 / ゆりん [3:10]
  - 1stアルバム収録 夏代孝明歌唱曲のカバー
3. diary / S!N [5:49]
  - 1stアルバム収録 KK歌唱曲のカバー
4. 5:04 / Eve [4:00]
  - 2ndアルバム収録 ゆりん歌唱曲のカバー
5. sister / 夏代孝明 [3:59]
  - 2ndアルバム収録 Eve歌唱曲のカバー
6. Left Behind / KK [4:26]
  - 1stアルバム収録 kradness歌唱曲のカバー
7. 再終回 / Eve&ゆりん [4:19]
8. Unfair / kradness&S!N [4:47]
9. ENDING TELLER / KK&夏代孝明 [6:24]